# Khu bảo tồn thiên nhiên Sốp Cộp
Khu bảo tồn thiên nhiên Sốp Cộp là một khu rừng đặc dụng ở huyện Sốp Cộp, Sơn La.

## Lịch sử hình thành
Sốp Cộp có tên trong Quyết định số 194/CT ngày 09/08/1986 của Chủ tịch Hội đồng Bộ trưởng là khu bảo tồn thiên nhiên với diện tích 5.000 ha (Bộ NN&PTNT, 1997). Năm 1993, dự án đầu tư thành lập khu bảo tồn đã được Chi cục Kiểm lâm Sơn La soạn thảo. Sau đó, dự án này được UBND tỉnh Sơn La phê duyệt (Chi cục Kiểm lâm Sơn La, 2000). Ban quản lý khu bảo tồn thiên nhiên được thành lập năm 2002 theo Quyết định số 3440/QĐ-UB của UBND tỉnh Sơn La (Chi cục Kiểm lâm Sơn La, 2003). Hiện nay Ban quản lý có 22 cán bộ, 5 trạm bảo vệ và thuộc sự quản lý của Chi cục Kiểm lâm tỉnh Sơn La (2003). Theo Chi cục Kiểm lâm Sơn La (2000), tổng diện tích Khu bảo tồn thiên nhiên Sốp Cộp là 27.886 ha, bao gồm phân khu bảo vệ nghiêm ngặt 12.784 ha và phân khu phục hồi sinh thái 15.102 ha. Ngoài ra, vùng đệm của khu bảo tồn có diện tích 26.578 ha (Chi cục Kiểm lâm Sơn La, 2003). Sốp Cộp có trong danh lục các khu rừng đặc dụng Việt Nam đến năm 2010 được xây dựng bởi Cục Kiểm lâm - Bộ NN&PTNT với diện tích 27.886 ha (Cục Kiểm lâm, 2003).

## Địa hình và thủy văn
Khu bảo tồn thiên nhiên Sốp Cộp nằm trong địa bàn 2 huyện Sông Mã và Sốp Cộp thuộc vùng núi tây bắc Việt Nam. Địa hình khu bảo tồn thuộc vùng đồi núi, dốc, trên đai cao từ 450 đến 1.940 m. Khu bảo tồn nằm trong lưu vực có các nguồn nước đổ về sông Mã.

## Đa dạng sinh học
Số liệu viễn thám cho thấy rừng tự nhiên ở Khu bảo tồn thiên nhiên Sốp Cộp đã bị phát quang nhiều và thay vào đó là thảm cây bụi. Tuy nhiên, vẫn còn các vùng rừng thường xanh tồn tại trên các đai cao. Khu hệ động vật Khu bảo tồn thiên nhiên Sốp Cộp trước đây có tính đa dạng cao và độ phong phú các loài thú lớn, trong những năm 1950 đã từng có loài tê giác. Tuy thế, sự đa dạng của khu hệ động vật trong vùng đã bị giảm sút trong những năm gần đây do công tác quản lý yếu kém. Chẳng hạn, năm 1975 có 77 con Voi Elephas maximus được ghi nhận tại đây, con số này đã bị giảm xuống còn 17 con vào năm 1986 và chỉ còn 3 con vào năm 1997. Tương tự như thế đối với sự suy giảm loài Bò tót Bos gaurus.

## Các vấn đề về bảo tồn
Các mối đe dọa chủ yếu đối với đa dạng sinh học Khu bảo tồn thiên nhiên Sốp Cộp là mất sinh cảnh, săn bắn và khai thác gỗ. Săn bắn đặc biệt nguy hại đến các quần thể động vật. Ví dụ, trong 6 tháng đầu năm 1992, người ta ước tính rằng có khoảng 1.000kg động vật hoang dã (chủ yếu là rùa và nhím) đã bị săn bắt bởi dân làng Dom Cang, những người sống ở bên ngoài ranh giới khu bảo tồn.

## Các tài liệu tham khảo
1. ↑  “Quyết định thành lập Khu BTTN Sốp Cộp của UBND tỉnh Sơn La” (PDF). Truy cập ngày 11 tháng 4 năm 2023.
2. ↑  Cao Văn Sung; Nguyễn Xuân Đặng (1995). The wildlife fauna in Sop Cop Nature Reserve (Son La province) and measures for conservation and restoration. tr. 479–485.
3. ↑  Duckworth, J. W.; Hedges, S. (1998). Tracking tigers: a review of the status of Tiger, Asian Elephant, Gaur and Banteng in Vietnam, Lao, Cambodia and Yunnan province (China) with recommendations for future conservation action. Hanoi: WWF Indochina Programme.
4. ↑  Anon. "List of animal species recorded at Sop Cop Nature Reserve". Unpublished list of mammals, birds, reptiles and amphibians.
5. ↑  Cao Văn Sung (1995). "Results of research by IEBR" Hanoi: Institute of Ecology and Biological Resources.